# ظننت أنني رأيت قطة (أغنية)
«آي توت آي تو أ بودي تات» (بالإنجليزية: I Tawt I Taw A Puddy Tat) أغنية كارتون، لحنها وكتبها آلان ليفينغستون، بيلي ماي، ووارن فوستر. أدى الأغنية ميل بلانك الذي مثل صوت الطائر تويتي باي، بيعت منها مليوني نسخة في 1950.
احتفظ توني بلير بدفتر النغمات لهذه الأغنية على آلته البيانو أثناء الحرب على العراق.